# UD 오우렌세
UD 오우렌세(스페인어: Unión Deportiva Ourense)는 스페인 갈리시아주 오우렌세도 오우렌세를 연고로 하는 축구단이다. 해체된 CD 오우렌세를 대체하기 위해 2014년 7월 10일 설립되었으며, 테르세라 페데라시온에 참가하고 있다.

## 역대 감독
| 감독               | 임기        |
| ------------------ | ----------- |
| 루이스 시드 페레스 | 1989 ~ 1990 |